# Capitaine Ardant
Pour plus de détails, voir Fiche technique et Distribution.
Capitaine Ardant est un film français réalisé par André Zwoboda, sorti en 1951.

## Synopsis
L'action se déroule au Maroc. Un rebelle y sème la terreur et menace une femme dont est épris le capitaine Ardant.

## Fiche technique
- Titre français : Capitaine Ardant
- Réalisation : André Zwoboda assisté de Serge Bourguignon et Georges Lautner
- Scénario : André Zwoboda et Pierre Nord d'après son roman
- Photographie : Lucien Joulin
- Montage : Gabriel Rongier
- Musique : Marceau Van Hoorebecke
- Pays de production :  France
- Format : Noir et blanc
- Durée :
- Date de sortie :
  - France : 15 novembre 1951

## Distribution
- Yves Vincent : le capitaine Pierre Ardant
- Renée Saint-Cyr : Maria del Fuego
- Jean Danet : Idjilla
- Roland Toutain : Lionel Mancelle
- Raymond Cordy : Jules
- Guy Decomble : Jossip
- Robert Hébert : Barberousse
- Robert Lussac : le caïd Si Kébir
- Gilles Quéant : Duval
- Thomy Bourdelle : le colonel
- Georges Lautner : un militaire
- Caroline Lautner : Leila
- André Zwoboda : l'homme qui conduit la carriole
- Serge Bourguignon : un militaire